# Gilbuena
Gilbuena es una localidad y un municipio de España perteneciente a la provincia de Ávila, en la comunidad autónoma de Castilla y León. Pertenece al partido judicial de Piedrahíta. En 2017 contaba con una población de 70 habitantes. La localidad se encuentra en la parte suroeste de la provincia, a 1062 m s. n. m.

## Toponimia
Su nombre proviene de hilo bueno o gilo bueno, en relación con el hilo de esparto que hacían antiguamente.[cita requerida]

## Geografía
La localidad está situada a una altitud de 1062 m s. n. m.
| Noroeste: Medinilla | Norte: Medinilla | Noreste: Junciana |
| Oeste: Becedas      |                  | Este: Junciana    |
| Suroeste: Becedas   | Sur: Becedas     | Sureste: Junciana |

Por su término municipal pasa el Río Becedillas.

## Historia

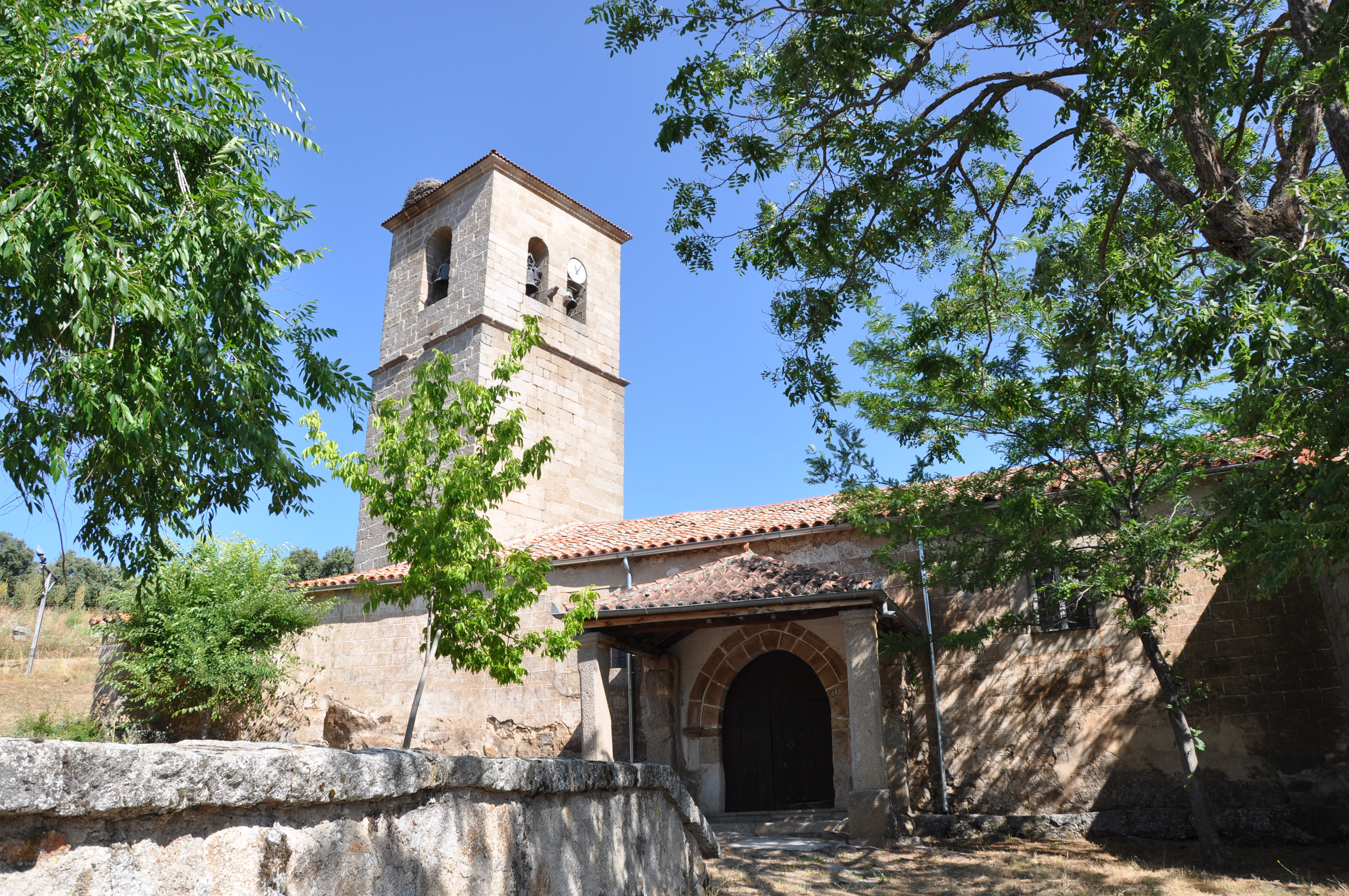
Iglesia

A finales de la Edad Media, dentro del alfoz de Béjar, la localidad pasó a formar parte del sexmo del Cuarto de la Sierra junto a Becedas, Berrocal, Junciana, Los Mazalinos, Medinilla, Neila, Palacios, San Bartolomé de Béjar, Santa Lucía, Solana, El Tremedal y La Zarza.

## Demografía
Gilbuena cuenta con una población de 47 habitantes (INE 2024).
| Gráfica de evolución demográfica de Gilbuena entre 1842 y 2021 |
| |
| Población de derecho según los censos de población del INE. Población de hecho según los censos de población del INE.En este censo se denominaba Gilbuena y Junciana: 1842. Entre el censo de 1930 y el anterior, disminuye el término del municipio porque independiza a Junciana. |

## Transporte
Pese a estar situado en un extremo de la provincia el municipio está bien comunicado pues es atravesado por la AV-100 que finaliza en San Bartolomé de Béjar y une con El Barco de Ávila, permitiendo acceder a la provincia de Salamanca a través del puerto de la Hoya y conectar allí tanto con la nacional N-630 que une Gijón con Sevilla como con la autovía Ruta de la Plata que tiene el mismo recorrido que la anterior permitiendo unas comunicaciones más rápidas con el municipio. Por otro lado hacia el norte una carretera local comunica con Medinilla, permitiendo una segunda salida hacia la autovía en Salamanca por Sorihuela. 
En cuanto al transporte público se refiere, tras el cierre de la ruta ferroviaria de la Vía de la Plata, que pasaba por los municipios de Sanchotello y Béjar y contaba con estaciones en los mismos, no existen servicios de tren en el municipio ni en los vecinos, ni tampoco línea regular con servicio de autobús, siendo la estación más cercana la de Béjar. Por otro lado el aeropuerto de Salamanca es el más cercano, estando a unos 86km de distancia.